# Hedvika Kališská
Hedvika Kaliská (polsky Jadwiga Bolesławówna) (1266 – 10. prosince 1339 Stary Sącz) byla polská královna, a kněžna lenčická, břestsko-kujavská, velkopolská, sieradzská, sandoměřská, manželka Vladislava I. Lokýtka.
Jejími rodiči byli velkopolský kníže Boleslav Pobožný a Jolanta, dcera uherského krále Bély IV. Roku 1293 byla provdána za krakovského vévodu Vladislava Lokýtka a po jeho boku se stala polskou královnou. Po manželově smrti vstoupila do kláštera klarisek ve Starym Sączu a tam také roku 1339 zemřela a byla pochována.

## Potomci
- Kunhuta (ok. 1295 – 9. dubna 1331 nebo 1333, pohřbena ve Wittenbergu), manželka Bernarda Svídnického, knížete svídnického, později Rudolfa I., knížete saského
- Stefan (mezi 1296 a 1300–1306)
- Vladislav (mezi 1296 a 1311–1312)
- Alžběta (1305–29. prosince 1380), čtvrtá manželka uherského krále Karla I. Roberta
- Jadwiga (mezi 1306 a 1309–1320 či 1325)
- Kazimír III. Veliký (30. dubna 1310–5. listopadu 1370), polský král v letech 1333–1370